# Triops sudanicus
Triops sudanicus – gatunek przekopnicy rozpowszechniony w północno-wschodniej Afryce i na Bliskim Wschodzie. Największe okazy mierzą do 4,5 cm, nieznacznie ponad połowę ciała okrywa karapaks. Zamieszkują okresowo wysychające zbiorniki wodne i żywią się zarówno detrytusem jak i mniejszymi insektami.

## Taksonomia
Gatunek ten był przez długi czas uznawany za synonim Triops granarius, jednak w 2020 roku odzyskał status gatunku. Synonimiczne z Triops sudanicus stały się jednak inne gatunki przekopnic z północnego wschodu Afryki i Półwyspu Arabskiego.